# Braga (Río Grande del Sur)
Braga es un municipio brasileño del estado de Río Grande del Sur.
Se encuentra ubicado a una latitud de 27º36'50" Sur y una longitud de 53º44'22" Oeste, estando a una altitud de 430 metros sobre el nivel del mar. Su población estimada para el año 2004 era de 3.826 habitantes.
Ocupa una superficie de 130,52 km².